# Marcus Æmilius Barbula
Pour les articles homonymes, voir Aemilius Barbula.
Marcus Aemilius Barbula est un homme politique romain du IIIe siècle av. J.-C., consul en 230 av. J.-C.

## Famille
Il est membre des Aemilii Barbulae, branche de la famille patricienne des Aemilii. Il est le fils de Lucius Aemilius Barbula, consul en 281 av. J.-C.. Son nom complet est Marcus Aemilius L.f. Q.n. Barbula.

## Biographie
Il est consul de la République romaine en 230 av. J.-C. avec Marcus Iunius Pera pour collègue. Les deux consuls mènent une campagne en Ligurie. Durant leur consulat, un des délégués romains envoyés en Illyrie, Lucius Coruncianus, est assassiné sur ordre de la reine Teuta, évènement déclencheur de la première guerre d'Illyrie,.